# Dicranomyia tinctipennis
Dicranomyia tinctipennis är en tvåvingeart som beskrevs av de Meijere 1916. Dicranomyia tinctipennis ingår i släktet Dicranomyia och familjen småharkrankar. Inga underarter finns listade i Catalogue of Life.